# 山崎昂介
山崎 昂介（やまさき こうすけ、1984年6月2日 - ）は、長崎県出身の競艇選手。登録番号4315。身長167cm。血液型B型。95期。長崎支部所属。
師匠は飯山晃三（登録番号3906）、同期に山田哲也、海野康志郎、西村美智子、青木幸太郎らがいる。

## 来歴
- やまと競艇学校時代、リーグ戦勝率5.47（準優出3 優出以上はなし）の成績を残した。
- 2004年11月19日、大村競艇場でデビュー（4着）。
- 2005年1月23日、鳴門競艇場での「第5回JLCカップ競走」最終日4Rで初勝利（34走目）。
- 2007年5月8日、大村競艇場での「スポニチ杯争奪GW特選レース」で初優出（6着）。
- 2011年12月18日、鳴門競艇場での「第31回スポーツ報知杯競走」で初優勝（優出5回目）。